# Endika Guarrotxena
Endika Guarrotxena Arzubiaga (Bilbao, España, 26 de octubre de 1961) es un exfutbolista español que se desempeñaba como delantero.
Es tío del también futbolista Iker Guarrotxena.

## Trayectoria
Se formó como futbolista en la cantera del Athletic Club, pasando varias temporadas en el Bilbao Athletic. El 30 de noviembre de 1980 debutó en Primera División, marcando gol, en la derrota por 4 a 1 ante la Real Sociedad. El 19 de abril de 1981 marcó el gol de la victoria, en el minuto 89, en el Camp Nou ante el FC Barcelona (0-1) en Liga.Pasó una temporada cedido en la AD Ceuta por tener que realizar el servicio militar en Ceuta.
Regresó al equipo de cara a la temporada 1983-84. El 30 de noviembre volvió a ser el único goleador en la victoria ante el FC Barcelona en el Camp Nou, en el partido de Supercopa de España, si bien no sirvió para ganar el título. El 5 de mayo fue el autor del gol que dio al Athletic Club la Copa del Rey de 1984 ante el club barcelonés. Con ese gol, el club bilbaíno logró el doblete al ganar Liga y Copa.
Permaneció en el club bilbaíno hasta 1987, cuando fichó por el Real Valladolid. Se unió al RCD Mallorca al año siguiente, logrando el ascenso a Primera División. Sus dos últimas temporadas como profesional las pasó en Segunda División B, jugando para dos clubes alicantinos, el Hércules y el Benidorm.
A lo largo de su carrera deportiva, disputó 138 partidos de Primera División en los que anotó 18 goles.
Tras su retirada, llegó a ser entrenador. Su mayor logro fue el ascenso a Tercera División con el CD Getxo en 2012.
Forma parte de la lista de Ahora Repúblicas para las Elecciones al Parlamento Europeo de 2024 (España).

### Selección nacional
Fue internacional sub-19 en 1981, en cuatro ocasiones. En 1984, jugó la final a doble partido en la que la selección española sub-21 cayó ante Inglaterra.

## Clubes
| Club                       | País   | Año         |
| -------------------------- | ------ | ----------- |
| Bilbao Athletic            | España | 1979 - 1981 |
| Athletic Club              | España | 1980 - 1982 |
| Agrupación Deportiva Ceuta | España | 1982 - 1983 |
| Athletic Club              | España | 1983 - 1987 |
| Real Valladolid CF         | España | 1987 - 1988 |
| RCD Mallorca               | España | 1988 - 1989 |
| Hércules CF                | España | 1989 - 1990 |
| Benidorm CF                | España | 1990 - 1991 |

## Palmarés
| Título              | Club          | País   | Año  |
| ------------------- | ------------- | ------ | ---- |
| Liga española       | Athletic Club | España | 1984 |
| Copa del Rey        | Athletic Club | España | 1984 |
| Supercopa de España | Athletic Club | España | 1984 |